# Grypocentrus crassidens
Grypocentrus crassidens là một loài tò vò trong họ Ichneumonidae.